# Gazzaniga
Gazzaniga es una localidad y comune italiana de la provincia de Bérgamo, región de Lombardía, con 5.072 habitantes.

## Evolución demográfica
| Gráfica de evolución demográfica de Gazzaniga entre 1861 y 2001 |
|                                                                 |
| Fuente ISTAT - elaboración gráfica de Wikipedia                 |